# Demonic (album)
Pour les articles homonymes, voir Demonic.
Albums de Testament
Live at the Fillmore
(1995) Sign Of Chaos
(1997)
Demonic est le septième album studio du groupe de thrash metal Américain Testament. L'album est sorti le 09 juin 1997 sous le label Burnt Offerings.
L'album possède plus d'éléments death metal et groove metal que les précédents albums du groupe.
Les paroles se rapprochent plus des thèmes occultes de leurs débuts que des thèmes plus orientés sur la politique de leurs albums plus récents.

## Composition
- Chuck Billy : Chant
- Eric Peterson : Guitare
- Derrick Ramirez : Basse
- Gene Hoglan : Batterie
- Glen Alvelais : Guitare Lead sur le titre New Eyes of Old

## Liste des morceaux
1. Demonic Refusal – 5:21
2. The Burning Times – 5:15
3. Together as One – 4:17
4. Jun-Jun – 3:43
5. John Doe – 3:11
6. Murky Waters – 3:00
7. Hatred's Rise – 3:15
8. Distorted Lives – 3:36
9. New Eyes of Old – 3:00
10. Ten Thousand Thrones – 4:37
11. Nostrovia – 1:32